# Casa Arryn

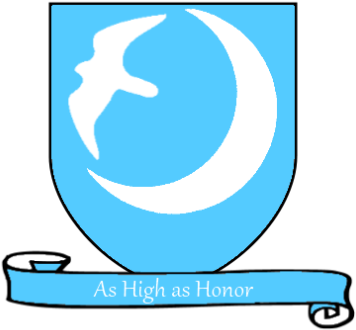
Tan alto como el honorInterpretación libre.

La Casa Arryn es una familia ficticia en la saga de novelas de fantasía Canción de hielo y fuego del escritor estadounidense George R. R. Martin.
La Casa Arryn es la casa noble principal del valle homónimo; muchas casas menores les rinden juramento. Su sede principal es el Nido de Águilas (the Eyrie), aunque también tienen otras propiedades. Su escudo es un halcón y un creciente plata en campo azur, y su lema es «Tan alto como el honor». Su origen se remonta a la antigua nación Ándala, que invadió Poniente. Normalmente realizan los matrimonios con otras casas de origen ándalo, de forma que en el presente la Casa Arryn tiene la línea de nobleza ándala más pura.

## Descripción
Dentro de la saga Canción de hielo y fuego, la Casa Arryn es mencionada como una de las de linaje Ándalo más puro de todo Poniente. Se afirma que los Arryn siempre contraían matrimonio con otras Casas de origen Ándalo, para mantener la «pureza de sangre».
Según las crónicas de la obra, la Casa Arryn remonta su origen a la llegada de los ándalos al continente de Poniente. Ser Artys Arryn fundó la Casa Arryn tras derrotar a los Primeros Hombres. Tras eso, los Arryn fueron proclamados «Reyes de la Montaña y el Valle», siendo la región renombrada como «El Valle de Arryn» en su honor.
Los Arryn ejercieron como monarcas hasta la llegada de Aegon el Conquistador. Sharra Arryn, que ejercía como Regente del Valle en nombre de su hijo, decidió guarecerse tras el Nido de Águilas creyéndose inexpugnable. Sin embargo, Visenya Targaryen, hermana-esposa de Aegon, a lomos de su dragón Vhagar, descendió sobre el Nido y tomó cautivo al pequeño Ronnel Arryn, obligando a su madre a rendirse. Aegon permitió a los Arryn conservar el señorío sobre el Valle a cambio de que le juraran lealtad, otorgándoles también el título de «Guardianes del Oriente».

### EnCanción de hielo y fuego
Jon Arryn, Mano del Rey de Robert Baratheon y señor del Nido de Águilas, fallece al comenzar la saga. Su heredero es su hijo, el pequeño Robert Arryn, un niño malcriado y enfermizo, sin embargo, la regente del Valle es su madre, Lysa Tully. Cuando estalla la Guerra de los Cinco Reyes, Lysa decide que los Arryn permanezcan neutrales en el conflicto, pese a que su hermana era la madre de Robb Stark.
Como forma de atraer a los Arryn de vuelta a la lealtad al Trono de Hierro, Lysa contrae matrimonio con Petyr Baelish, el cual se convierte en Lord Protector y tutor del pequeño Robert Arryn tras la misteriosa muerte de Lysa.

## Árbol genealógico
|  |  |  |  |  |  |  |  |            |            |            |            |            |            |        |        |        |        |     |     | Jasper |     |  |  |                   |                   |                   |                   |                   |                   |  |  |      |      |      |      |             |             |             |             |                                     |                                     |                                     |                                     |                                     |                                     |       |       |       |       |  |  |  |  |        |        |        |        |        |        |  |  |        |        |        |        |        |        |
|  |  |  |  |  |  |  |  |            |            |            |            |            |            |        |        |        |        |     |     |        |     |  |  |                   |                   |                   |                   |                   |                   |  |  |      |      |      |      |             |             |             |             |                                     |                                     |                                     |                                     |                                     |                                     |       |       |       |       |  |  |  |  |        |        |        |        |        |        |  |  |        |        |        |        |        |        |
|  |  |  |  |  |  |  |  |            |            |            |            |            |            |        |        |        |        |     |     |        |     |  |  |                   |                   |                   |                   |                   |                   |  |  |      |      |      |      |             |             |             |             |                                     |                                     |                                     |                                     |                                     |                                     |       |       |       |       |  |  |  |  |        |        |        |        |        |        |  |  |        |        |        |        |        |        |
|  |  |  |  |  |  |  |  | Lysa Tully | Lysa Tully | Lysa Tully | Lysa Tully | Lysa Tully | Lysa Tully |        |        | Jon    | Jon    | Jon | Jon | Jon    | Jon |  |  | Rowena Arryn      | Rowena Arryn      | Rowena Arryn      | Rowena Arryn      | Rowena Arryn      | Rowena Arryn      |  |  | Alys | Alys | Alys | Alys | Alys        | Alys        |             |             | Elys Waynwood                       | Elys Waynwood                       | Elys Waynwood                       | Elys Waynwood                       | Elys Waynwood                       | Elys Waynwood                       |       |       |       |       |  |  |  |  |        |        |        |        |        |        |  |  | Ronnel | Ronnel | Ronnel | Ronnel | Ronnel | Ronnel |
|  |  |  |  |  |  |  |  | Lysa Tully | Lysa Tully | Lysa Tully | Lysa Tully | Lysa Tully | Lysa Tully |        |        | Jon    | Jon    | Jon | Jon | Jon    | Jon |  |  | Rowena Arryn      | Rowena Arryn      | Rowena Arryn      | Rowena Arryn      | Rowena Arryn      | Rowena Arryn      |  |  | Alys | Alys | Alys | Alys | Alys        | Alys        |             |             | Elys Waynwood                       | Elys Waynwood                       | Elys Waynwood                       | Elys Waynwood                       | Elys Waynwood                       | Elys Waynwood                       |       |       |       |       |  |  |  |  |        |        |        |        |        |        |  |  | Ronnel | Ronnel | Ronnel | Ronnel | Ronnel | Ronnel |
|  |  |  |  |  |  |  |  |            |            |            |            |            |            |        |        |        |        |     |     |        |     |  |  |                   |                   |                   |                   |                   |                   |  |  |      |      |      |      |             |             |             |             |                                     |                                     |                                     |                                     |                                     |                                     |       |       |       |       |  |  |  |  |        |        |        |        |        |        |  |  |        |        |        |        |        |        |
|  |  |  |  |  |  |  |  |            |            |            |            |            |            |        |        |        |        |     |     |        |     |  |  |                   |                   |                   |                   |                   |                   |  |  |      |      |      |      |             |             |             |             |                                     |                                     |                                     |                                     |                                     |                                     |       |       |       |       |  |  |  |  |        |        |        |        |        |        |  |  |        |        |        |        |        |        |
|  |  |  |  |  |  |  |  |            |            |            |            | Robert     | Robert     | Robert | Robert | Robert | Robert |     |     |        |     |  |  | Denys Aryn        | Denys Aryn        | Denys Aryn        | Denys Aryn        | Denys Aryn        | Denys Aryn        |  |  |      |      |      |      | Ser Hardyng | Ser Hardyng | Ser Hardyng | Ser Hardyng | Ser Hardyng                         | Ser Hardyng                         |                                     |                                     | Otros                               | Otros                               | Otros | Otros | Otros | Otros |  |  |  |  | Elbert | Elbert | Elbert | Elbert | Elbert | Elbert |  |  |        |        |        |        |        |        |
|  |  |  |  |  |  |  |  |            |            |            |            | Robert     | Robert     | Robert | Robert | Robert | Robert |     |     |        |     |  |  | Denys Aryn        | Denys Aryn        | Denys Aryn        | Denys Aryn        | Denys Aryn        | Denys Aryn        |  |  |      |      |      |      | Ser Hardyng | Ser Hardyng | Ser Hardyng | Ser Hardyng | Ser Hardyng                         | Ser Hardyng                         |                                     |                                     | Otros                               | Otros                               | Otros | Otros | Otros | Otros |  |  |  |  | Elbert | Elbert | Elbert | Elbert | Elbert | Elbert |  |  |        |        |        |        |        |        |
|  |  |  |  |  |  |  |  |            |            |            |            |            |            |        |        |        |        |     |     |        |     |  |  |                   |                   |                   |                   |                   |                   |  |  |      |      |      |      |             |             |             |             |                                     |                                     |                                     |                                     |                                     |                                     |       |       |       |       |  |  |  |  |        |        |        |        |        |        |  |  |        |        |        |        |        |        |
|  |  |  |  |  |  |  |  |            |            |            |            |            |            |        |        |        |        |     |     |        |     |  |  | niño muerto joven | niño muerto joven | niño muerto joven | niño muerto joven | niño muerto joven | niño muerto joven |  |  |      |      |      |      |             |             |             |             | Harrold Hardyng "Harry el Heredero" | Harrold Hardyng "Harry el Heredero" | Harrold Hardyng "Harry el Heredero" | Harrold Hardyng "Harry el Heredero" | Harrold Hardyng "Harry el Heredero" | Harrold Hardyng "Harry el Heredero" |       |       |       |       |  |  |  |  |        |        |        |        |        |        |  |  |        |        |        |        |        |        |

## Miembros recientes

### Jon Arryn
Lord Jon Arryn fue el cabeza de la Casa Arryn, Señor del Nido de Águilas, Defensor del Valle y Guardián del Oriente. Fue tutor tanto de Eddard Stark como de Robert Baratheon, y cuando este se coronó como Rey de los Siete Reinos nombró a Jon como su Mano del Rey. Jon estuvo casado con Lysa Tully, una mujer mucho menor que él con quien tuvo un hijo, un niño enfermizo llamado Robert Arryn. En la adaptación televisiva Juego de tronos hace una breve aparición en forma de cameo de John Standing.
Poco se menciona en la saga de la infancia y juventud de Jon Arryn; fue el primogénito de Lord Jasper Arryn y en vida de su padre fue Guardián de las Puertas de la Luna, a la muerte de su progenitor se convirtió en Señor del Valle y Guardián del Oriente. Lord Arryn estuvo casado hasta en dos ocasiones con dos mujeres que no llegaron a proporcionarle hijos. Debido a que no llegó a concebir vástagos, Jon decidió designar herederos por si nunca lograba tener descendencia; el primero de ellos fue un sobrino llamado Elbert, el cual murió ejecutado en Desembarco del Rey, el siguiente fue su sobrino Denys, el cual moriría en la Rebelión de Robert.
Careciendo de hijos, Jon decidió tomar como pupilos a Robert Baratheon y a Eddard Stark a los que llegó a considerar como sus hijos. Pero la situación estalló cuando el rey Aerys II Targaryen ejecutó a Lord Rickard Stark y a su hijo. Aerys reclamó también las cabezas de Robert y de Eddard, pero Jon se negó, es entonces cuando Robert, Eddard y Jon deciden llamar a sus vasallos y rebelarse contra el Trono de Hierro. Por otro lado, Jon contrajo matrimonio con Lysa Tully, de esa forma la Casa Tully se unía a la causa rebelde. Lysa era una joven mucho menor que Jon, pero debido a que no era doncella y había probado ser capaz de tener hijos, fue desposada con Lord Jon. Jon y Lysa se casaron en la misma ceremonia en la que lo hicieron Eddard y Catelyn Tully, pero no fue un matrimonio feliz ya que no había amor entre los cónyuges.
Jon combatió en la Rebelión de Robert, primero sometiendo a sus vasallos leales al rey Aerys y después en la Batalla del Tridente. Tras la coronación de Robert Baratheon como Rey de los Siete Reinos, Jon fue nombrado su Mano del Rey. En su ausencia, Nestor Royce gobernaría el Valle como Alto Comisionado.
Jon comenzó por reparar las relaciones entre el Trono de Hierro y la Casa Martell. Jon consiguió que los Martell juraran lealtad a Robert como su rey. También afianzó la alianza entre el rey Robert y la Casa Lannister concertando el matrimonio entre Robert y Cersei Lannister, convenciendo a Robert de que perdonara a Jaime Lannister por el asesinato del rey Aerys. Robert delegó en Jon toda la responsabilidad de gobernar los Siete Reinos ya que él no estaba interesado en los asuntos de la política. Robert contrajo una cuantiosísima deuda debido a sus extravagantes gastos en torneos y banquetes, gastos que ni siquiera Jon podía controlar. En este aspecto, Jon nombró a un joven llamado Petyr Baelish como Consejero de la Moneda.
Stannis Baratheon descubrió que los hijos de Robert y Cersei eran bastardos fruto del incesto entre la reina y su hermano Jaime. Informó a Jon de sus descubrimientos, comenzando este también a investigar, pero cayendo repentinamente enfermo. Jon fue tratado por su maestre, el cual creía que tenía una enfermedad estomacal, pero debido a que Jon estaba mejorando, el gran maestre Pycelle decidió tratarle y le dejó morir, siguiendo órdenes de la reina Cersei. Sus últimas palabras fueron «La semilla es fuerte», pero nadie supo a qué se refería. Tras su muerte, el rey Robert le recomendó a Lysa enviar al pequeño Robert como pupilo de Tywin Lannister, pero ella se negó y escapó al Nido de Águilas con su hijo.
Tiempo después se revela que el asesinato de Jon Arryn fue perpetrado por la propia Lysa compinchada con Meñique, el cual le dijo que Jon pretendía enviar al pequeño Robert como pupilo de Stannis Baratheon.

### Robert Arryn
Lord Robert Arryn es el actual cabeza de la Casa Arryn, Señor del Nido de Águilas y Guardián del Valle, aunque aún no ha sido confirmado como Guardián del Oriente por el Trono de Hierro. Es el único hijo de Lord Jon Arryn y de Lady Lysa Tully. Es apodado «Robalito» por Alayne Piedra.
El pequeño Robert es descrito como un niño pálido, muy delgado, de largas extremidades huesudas y ojos llorosos. Padece la llamada enfermedad de los temblores (algo similar a la epilepsia) que sufre cada vez que vive un momento de tensión o de nerviosismo, lo que hace que tenga que ser tratado habitualmente por su maestre. En cuanto a su carácter es descrito como un niño malcriado y caprichoso, carente de valor e intelectualmente influenciable.
Robert nació cuando su padre había sido nombrado Mano del Rey. Desde el momento de su nacimiento, Robert era un niño enfermizo y de salud débil, lo que hizo que su madre lo sobreprotegiera hasta límites exagerados, como por ejemplo amamantarlo hasta la edad de 6 años, es por esto que Jon Arryn pretendía enviarlo como pupilo de Stannis Baratheon a Rocadragón. Tras la muerte de su padre, el rey Robert Baratheon ofreció a Lysa llevarlo como pupilo de Tywin Lannister, que se había ofrecido como su tutor, pero ella se negó en rotundo y regresó al Nido de Águilas con el pequeño Robert.
Lysa ejerce de Protectora del Valle hasta la mayoría de edad de Robert, pero no se molesta en educar a su hijo para ser un buen futuro Señor del Valle. Cuando Catelyn Tully llega al Nido de Águilas llevando prisionero a Tyrion Lannister, se percata de que su hermana está mentalmente inestable y que el muchacho es un niño malcriado. Tyrion, juzgado por Lysa por el asesinato de Jon Arryn, demanda un juicio por combate y Ser Vardis Egen se ofrece como campeón del pequeño Lord Robert. El campeón de Tyrion vence y mata a Ser Vardis y Tyrion escapa indemne del Nido de Águilas, para decepción de Robert que quería arrojarlo por la Puerta de la Luna.
Durante los dos siguientes años El Valle permanece neutral en la Guerra de los Cinco Reyes por decisión de Lysa. Ésta termina contrayendo matrimonio con Petyr Baelish, nuevo Señor de Harrenhal y de las Tierras de los Ríos, el cual se lleva a Sansa Stark con él haciéndola pasar por una hija bastarda suya llamada Alayne Piedra. Debido a este matrimonio y a que la Casa Arryn acepta la autoridad del Trono de Hierro, Tywin Lannister devuelve el título de Guardián del Oriente al pequeño Lord Robert. Este termina encariñándose de Alayne a la cual ve como a su mejor amiga y confidente, más aún tras la muerte de Lysa.
Tras la muerte de Lysa, Lord Baelish ejerce de Lord Protector del Valle en nombre de Robert hasta su mayoría de edad, pero los grandes señores del Valle se oponen a ello y acuerdan asediar el Nido de Águilas y expulsar a Petyr. Finalmente este logra llegar a un acuerdo con ellos para mantenerse como Protector del Valle y tutor de Lord Robert durante un año. Por otro lado, la salud mental de Robert es aún más frágil tras la muerte de su madre y vive muy apegado a Sansa, es por esto que el maestre Colemon le administra pócimas habitualmente para mitigar su enfermedad, todo por orden de Meñique.

### Harrold Hardyng
Ser Harrold Hardyng, también conocido como «Harry el Heredero», es el heredero de la Casa Arryn pese a no pertenecer a la línea directa de la misma. Es pupilo de Lady Anya Waynwood y está prometido a Alayne Piedra, hija bastarda de Petyr Baelish, quien en realidad es Sansa Stark. Harrold es descrito como un joven atractivo, de pelo rubio y ojos azul oscuro. De carácter seductor, se sabe que posee algún hijo bastardo pese a su juventud.
Según cuenta el propio Petyr, Harrold es el hijo mayor de un caballero hacendado de la Casa Hardyng y de la hija menor de Elys Haynwood y Alys Arryn. De niño fue tomado como pupilo por Lady Anya Haynwood y llevado a su bastión, Roble de Hierro.
La historia de como Harrold llegó a ser el heredero del señorío del Valle es explicada por Petyr a Sansa. Lord Jasper Arryn tuvo dos hijos: Jon y Ronnel. El primero fue Señor del Nido de Águilas hasta su muerte y el segundo murió dejando un hijo, Elbert, el cual fue ejecutado por orden del rey Aerys II Targaryen. La hermana de Jon, Alys, tuvo ocho hijas y un hijo, y debido a una desafortunada serie de eventos, todas ellas murieron sin herederos y en trágicas circunstancias, todas excepto su hija menor, quien contrajo matrimonio con un caballero hacendado de la Casa Hardyng, vasalla de la Casa Haynwood, con quien tuvo a Harrold y murió durante el parto. De esa manera, Harrold se convirtió en el heredero más directo, por ello, si el pequeño Lord Robert muriera sin dejar descendencia, Harrold se convertiría en Señor del Valle y del Nido de Águilas. El plan de Petyr es casar a "Alayne" con Harrold y después revelar la verdadera identidad de Sansa, para después reclamar Invernalia y el Nido de Águilas, lo que le permitiría ser señor del Norte, del Valle y de las Tierras de los Ríos.

## Miembros históricos

### Reyes del Valle
- Artys I el Caballero Halcón: caballero Ándalo que se convirtió en el Primer Rey de la Montaña y el Valle al fundar la Casa Arryn y derrotar a los Primeros Hombres.

- Roland I: Rey del Valle, fue nieto del legendario Artys Arryn. Inició la construcción del Nido de Águilas, el cual no llegaría a ver terminado, debido a que murió a manos de los salvajes clanes del Valle.

- Roland II: Rey del Valle, fue bisnieto de Roland I. Mantuvo campañas en las Tierras de los Ríos y canceló la construcción del Nido de Águilas. Fue ejecutado por el Rey del Tridente tras ser derrotado en batalla.

- Robin I: Rey del Valle, sucedió a su hermano Roland II. Reinició la construcción del Nido de Águilas.

- Osric V: Rey del Valle, ordenó la construcción de las Puertas de la Sangre.

- Hugh I el Gordo: Rey del Valle, extendió sus dominios hasta la región de Los Dedos.

- Hugo I el Confiado: Rey del Valle que conquistó las islas de Los Senos.

- Alester II: Rey del Valle, anexó la Isla de la Bruja tomando como esposa a una mujer de la Casa Upcliff.

- Matthos II: Rey del Valle, inició una guerra contra la Casa Stark por el control de Tres Hermanas. Falleció durante la guerra.

- Alyssa: figura semi-legendaria, los dioses la condenaron a llorar por toda la eternidad después de que no lo hiciera cuando su esposo, sus hijos y sus hermanos fueran ejecutados delante de ella.

- Osgood el Viejo Halcón: Rey de la Montaña y el Valle, combatió en el Norte contra los Stark, llegando a tomar la Cueva del Lobo.

- Oswin la Garra: hijo y sucesor de Osgood el Viejo Halcón, libró una guerra contra los Reyes en el Norte, llegando a tomar Guarida del Lobo.

- Oswell I: Rey del Valle que se rumorea que pueda ser el rey de la fábula El Cocinero Rata.

- Sharra: madre de Ronnel Arryn, el último Rey del Valle. Sharra propuso una alianza a Aegon el Conquistador, pero este la rechazó. Sharra rindió el Valle ante Aegon cuando Visenya Targaryen descendió con su dragón sobre el Nido de Águilas.

### Señores del Valle
- Ronnel: último Rey del Valle, era un niño cuando se produjo la Guerra de la Conquista. Su madre rindió el Valle ante los Targaryen y él obtuvo el título de Guardián del Oriente. Ronnel sería asesinado tras la muerte de Aegon por su hermano Jonos.

- Jonos Matasangre: primo de Ronnel, se rebeló tras la muerte de Aegon el Conquistador, autoproclamándose «Rey de la Montaña y el Valle», asesinando a Ronnel. Maegor Targaryen descendió con su dragón sobre el Nido de Águilas y ordenó ahorcar a Jonos junto a todos sus colaboradores.

- Hubert: señor del Nido de Águilas, sucedió a su primo Jonos después de que fuera ejecutado y volvió a rendir lealtad a los Targaryen. Se casó con una miembro de la Casa Royce.

- Darnold: señor del Nido de Águilas, murió a manos de bandidos de las Montañas de la Luna.

- Rodrik: hijo de Lord Darnold, fue señor del Nido de Águilas durante el reinado de Jaehaerys I Targaryen y se casó con una de las hijas de este.

- Jeyne la Doncella: señora del Nido de Águilas durante la Danza de los Dragones, apoyó al bando de su prima Rhaenyra, los Negros. Se convirtió en una de las Regentes de Aegon III, muriendo en aquel entonces.

- Joffrey: primo lejano de Jeyne Arryn, esta le otorgó el señorío del Nido de Águilas en su testamento. Otros miembros de la Casa Arryn reclamaron el señorío, pero el Trono de Hierro optó por apoyar a Joffrey, que se convirtió en señor del Nido de Águilas.

- Donnel: señor del Nido de Águilas, apoyó al rey Daeron II Targaryen en la Rebelión Fuegoscuro. Falleció combatiendo en la Batalla del Prado Hierbarroja.

- Jasper: señor del Nido de Águilas, fue el padre de Jon Arryn.

### Otros miembros
- Jonos: hermano menor de Lord Ronnel Arryn, se autoproclamó Rey de la Montaña y el Valle tras asesinar a su hermano mayor. Maegor el Cruel descendió sobre el Nido de Águilas y ejecutó a Jonos junto a sus colaboradores.

- Elys: hija mayor de Lord Rodrik Arryn, mantuvo una tensa relación con su esposa, la princesa Daella Targaryen, hija del rey Jaehaerys I Targaryen.

- Aemma: hija de Lord Rodrik Arryn, se casó con su primo, el rey Viserys I Targaryen, con quien tuvo una hija, Rhaenyra. Falleció dando a luz.

- Arnold: primo de Jeyne Arryn, demandó el señorío del Nido de Águilas a su muerte basándose en los derechos sucesorios de su padre, sin embargo, el Trono de Hierro rechazó sus demandas y se lo otorgó a Joffrey Arryn.

- Alys (hija de Jasper): hija mayor de Lord Jasper Arryn, contrajo matrimonio con Elys Waynwood con quien tuvo nueve hijos, casi todos muertos en trágicas circunstancias.

- Ronnel (hijo de Jasper): hijo menor de Lord Jasper Arryn, Lord Jon Arryn lo nombró su heredero al carecer de hijos varones. Falleció de una enfermedad.

- Elbert: sobrino de Lord Jon Arryn, este lo nombró su heredero al carecer de hijos varones. Falleció en Desembarco del Rey, ejecutado por orden del rey Aerys II Targaryen.

- Denys el Galante: primo distante de Lord Jon Arryn, este lo nombró su heredero al carecer de hijos varones. Falleció combatiendo en la Rebelión de Robert.

- Rowena: prima de Lord Jon Arryn y segunda esposa de este. Falleció debido a un resfriado.